# Ютель
Юте́ль (фр. Utelle) — коммуна на юго-востоке Франции в регионе Прованс — Альпы — Лазурный берег, департамент Приморские Альпы, округ Ницца, кантон Туррет-Леванс. До марта 2015 года коммуна административно входила в состав упразднённого кантона Лантоск (округ Ницца).
Площадь коммуны — 67,97 км², население — 660 человек (2006) с тенденцией к росту: 765 человек (2012), плотность населения — 11,3 чел/км².

## Население
Население коммуны в 2011 году составляло — 743 человека, а в 2012 году — 765 человек.
| 1962 | 1968 | 1975 | 1982 | 1990 | 1999 | 2006 | 2007 | 2011 | 2012 |
| ---- | ---- | ---- | ---- | ---- | ---- | ---- | ---- | ---- | ---- |
| 506  | 516  | 451  | 398  | 456  | 488  | 660  | 685  | 743  | 765  |

Динамика численности населения:

## Экономика
В 2010 году из 455 человек трудоспособного возраста (от 15 до 64 лет) 339 были экономически активными, 116 — неактивными (показатель активности 74,5 %, в 1999 году — 60,9 %). Из 339 активных трудоспособных жителей работали 299 человек (156 мужчин и 143 женщины), 40 числились безработными (18 мужчин и 22 женщины). Среди 116 трудоспособных неактивных граждан 21 были учениками либо студентами, 56 — пенсионерами, а ещё 39 — были неактивны в силу других причин.
На протяжении 2010 года в коммуне числилось 351 облагаемое налогом домохозяйство, в котором проживало 762,0 человека. При этом медиана доходов составила 18 тысяч 094,5 евро на одного налогоплательщика.